# NGC 1643
NGC 1643 je galaksija u zviježđu Eridanu.

## Vanjske poveznice
- SEDS: NGC 1643